# 만모한 싱
만모한 싱(Manmohan Singh, 펀자브어: ਮਨਮੋਹਨ ਸਿੰਘ, 1932년 9월 26일~2024년 12월 26일)은 인도의 정치인이다. 2004년부터 2014년까지 인도의 총리를 지냈다. 소속 정당은 인도 국민 회의이다.
펀자브 지방의 시크교 집안에서 태어났다. 펀자브 대학교와 영국 케임브리지 대학교에서 경제학을 전공했으며, 옥스퍼드 대학교에서 박사 학위를 받았다. 경제학자로 국제연합 무역개발회의(UNCTAD)에서 일했고, 1982년부터 1985년까지 인도 준비은행 총재를 역임했다.
1991년부터 1996년까지 인도 재무부 장관을 지냈다. 2004년 인도 총선에서 인도 국민 회의가 주도한 연합 정당이 총선에서 승리하자 인도 국민 회의 당수인 소냐 간디는 본인 대신 그를 총리로 지명하였다. 싱은 총리가 된 후 경제학자 출신으로 경제 문제 해결에 적극적으로 노력했으며, 국제 정치에도 활발히 참여하며 새로운 대국으로서의 인도의 위상 강화에 나섰다.

## 학력
- 펀자브 대학교
- 케임브리지 대학교
- 옥스퍼드 대학교

## 가족
- 배우자: 구르샤란 카르
- 자녀: 우핀데르 싱, 데만 싱, 아므리트 싱

## 같이 보기
- P. V. 나라심하 라오
- 통합진보동맹